# Lamprocryptidea magnifica
Lamprocryptidea magnifica är en stekelart som beskrevs av Henry Lorenz Viereck 1913. Lamprocryptidea magnifica ingår i släktet Lamprocryptidea och familjen brokparasitsteklar. Inga underarter finns listade i Catalogue of Life.